# Wolfgang-Albert Flügel
Wolfgang-Albert Flügel (* 27. Juni 1949 in Berlin-Zehlendorf) ist ein deutscher Geograph und ist emeritierter Professor für Geoinformatik an der Universität Jena.
Flügel studierte ab 1970 an der Albert-Ludwigs-Universität Freiburg im Hauptfach Geographie und Hydrologie, in den Nebenfächern Geologie, Chemie und Ethnologie. Nach Stationen als wissenschaftlicher Mitarbeiter in Freiburg, Heidelberg und Südafrika war er bis 2014 Inhaber des Lehrstuhls für Geoinformatik, Geohydrologie und Modellierung am Geographischen Institut der Friedrich-Schiller-Universität Jena.
Seine Arbeitsgruppe arbeitet im vom BMBF geförderten Projekt The Future Okavango mit.